# كيم ديكستر
كيم ديكستر (بالإنجليزية: Kim Dexter)‏ هي كاتبة غنائية ومغنية أمريكية، ولدت في 7 نوفمبر 1968 في أوغستا في الولايات المتحدة.

## وصلات خارجية
- الموقع الرسمي